# Música cristiana latina
La música cristiana latina es un subgénero de la música latina y la música cristiana contemporánea. La música cristiana está bien establecida en las iglesias evangélicas de América Latina, pero también es popular entre la principal comunidad católica. Tanto los Premios Grammy Latinos como los Premios Billboard de la Música Latina tienen categorías de música cristiana, (ej. Premio Grammy Latino al Mejor Álbum Cristiano (Idioma Español), aunque los mercados a menudo son subestimados debido a la poca información.

## Artistas latinoamericanos
Los artistas notables incluyen a las cantantes brasileñas Ana Paula Valadão y Aline Barros, el músico panameño Santiago Stevenson (m. 2007), Jaime Murrell, Luis "Funky" Marrero, el rapero puertorriqueño en el género de hip-hop, reggaeton y música cristiana contemporánea, Willy "Redimi2" González rapero dominicano de hip-hop latino, trap y música cristiana contemporánea, el cantante pop venezolano José Luis Rodríguez, Daniel Calveti y Christian Sebastia, los cantantes/pastores mexicanos Jesús Adrián Romero, Marcos Witt, y los cantantes Alejandro Alonso, Marco Barrientos, la ecuatoriana Paulina Aguirre, el salvadoreño Álvaro Torres, los colombianos Alex Campos, y la banda mexicana Rojo. Otros artistas incluyen a Samuel Hernández, Roberto Orellana, Annette Moreno, Danilo Montero, Alex Zurdo.

## Artistas estadounidenses hispanohablantes
Los artistas estadounidenses incluyen a los cantantes Evan Craft y Seth Condrey, Jaci Velásquez.